# A Coruña (prowincja)
A Coruña (hiszp. Provincia de A Coruña, gal. Provincia da Coruña) – prowincja w północno-zachodniej Hiszpanii, współtworząca wspólnotę autonomiczną Galicji. Stolicą jest miasto A Coruña. Graniczy z prowincjami Lugo i Pontevedra, położona jest nad Oceanem Atlantyckim.

## Comarki
W skład prowincji A Coruña wchodzą comarki:
- Arzúa
- Barbanza
- La Barcala
- Bergantiños
- Betanzos
- La Coruña (powiat)
- Eume
- Ferrolterra
- Finisterre
- Muros
- Noya
- Órdenes
- Ortegal
- Santiago
- Sar
- Tierra de Melide
- Tierra de Soneira
- Xallas